# França (voetballer)
Françoaldo Sena de Souza of kortweg França (Codó, 2 maart 1976) is een voormalig Braziliaanse voetballer die speelde als aanvaller.

## Carrière
França speelde tussen 1996 en 2011 voor São Paulo, Bayer 04 Leverkusen, Kashiwa Reysol en Yokohama FC.

## Braziliaans voetbalelftal
França debuteerde in 2000 in het Braziliaans nationaal elftal en speelde 8 interlands, waarin hij 1 keer scoorde.